# 강민성 (1988년)
강민성(한국 한자: 姜旼成, 1988년 5월 2일 ~ )은 대한민국의 축구 선수이며 포지션은 수비수이다.

## 플레이 스타일
빠른 스피드가 강점인 선수였다.